# 日本ロジテック協同組合
日本ロジテック協同組合（にほんロジテックきょうどうくみあい）は、かつて東京都中央区佃に本社が存在した電気事業者（電力会社）、特定規模電気事業を営む特定規模電気事業者（新電力）。コンピューター周辺機器を取り扱うロジテックや流通・物流企業である日本ロジテック、同様に日本ロジテック協同ラボとも資本関係はない。

## 概要
2007年11月に設立。2009年に特定規模電気事業者に登録。顧客の企業や地方自治体などに組合員になってもらい、電力を共同購買するビジネスモデルで事業を拡大。日本の電力自由化の黎明期において急成長した企業の一つとなった。しかしながら事業が拡大するにつれ調達電力量と供給電力量に差が生じ、送配電を担う大手電力会社に支払うインバランス料金（ペナルティ）が次第に増加。資金繰りが悪化して各電力会社への買掛金の支払いに支障を来すようになった。2015年8月に行った小売電気事業者登録の申請手続においても、同組合の財務の脆弱性を問題視され、提示された条件をクリアできなかったため、2016年2月24日に本申請を取り下げている。同年3月15日、東京地方裁判所に対して破産手続開始の申立てを行い、同日手続開始が決定。負債総額は手続き開始時点で約163億円。
2018年9月28日に法人格が消滅した。